# 2025年堪察加半島地震
2025年堪察加半島地震發生於协调世界时2025年7月29日23:24:52（堪察加时间（UTC+12）7月30日11:24:52），地震矩規模MW 8.8，震源深度35公里，震央位於俄羅斯堪察加半島東岸近海（52°28′23″N 160°23′46″E），距離沿海城市堪察加彼得罗巴甫洛夫斯克東南偏東約119公里。此次地震屬大型逆衝區地震，由太平洋板塊與鄂霍次克板塊於千島海溝隱沒帶的構造活動引發，為自2011年日本東北地方太平洋近海地震以來全球最強震，並與1906年厄瓜多爾-哥倫比亞地震及2010年智利地震並列為有儀器記錄以來第六強烈的地震。  
地震觸發橫跨太平洋的海嘯，但波高普遍低於預期，多數地區浪高僅約1公尺或以下，僅在堪察加半島及薩哈林州北庫里爾斯克錄得最高5米浪高。俄羅斯遠東地區出現建築損毀及停電，至少4人受傷；日本因避難過程發生間接意外導致1人死亡、21人受傷，薩哈林當局對北庫里爾斯克約2,700人實施緊急疏散。全球海嘯預警系統迅速啟動，夏威夷州及日本部分地區後續降低警戒級別。主震後監測到逾千次餘震，最大規模達7.0級。科學界關注此次強震生成海嘯強度異常偏低現象，可能與震源斷層滑動方式或能量釋放分佈有關。聯合國減災機構指出，此次事件凸顯國際協調與數據共享對災害應對的關鍵作用。  

## 地質背景
堪察加半島位處太平洋板塊、鄂霍次克板塊，1737年、1841年、1952年分別發生三次有记录大地震。在本地震前十日内，在同一海域还多次发生MW 6.0以上的地震。
地震發生在千島海溝，這是北美洲板塊和太平洋板塊之間的一個大型逆衝斷層和板塊會聚之邊界，從千島群島東海岸延伸到堪察加半島。自白堊紀以來，北美洲板塊下方的太平洋板塊其主動衝撞一直持續。
該地震帶過往就曾有記錄，上一次類似規模的大地震是1952年北庫里爾斯克地震，地震矩規模為MW 8.8–MW 9.0，震央位於2025年的地震東南方45公里處。此次地震於堪察加半島沿岸，引發了一場巨大的破壞性海嘯，同時也讓位於半島上的克柳切夫火山再度噴發。

## 地震
根據美國地質調查局（USGS）的數據，這場大型海底地震發生於世界標準時間 (UTC) 7月29日23:24:50，矩震級為MW 8.8。  震央位於堪察加半島太平洋沿岸，距堪察加彼得罗巴甫洛夫斯克東南偏東約136 km（85 mi），震源深度較淺，為35 km（22 mi）。  義大利國立地球物理與火山學研究所所及澳洲地球科學局均將震級定為MW 8.6。
7月20日，一次震級為MW 7.4的前震襲擊了7月29日主震西南約60 km（37 mi）。 隨後發生了至少398次餘震， 包括7月30日00:09 UTC 發生的MW 6.9餘震 ，以及8月3日發生的MW 6.8餘震。
美國地質調查局表示，這起地震是俯衝帶界面淺層逆斷層活動造成的，估計界面發生運動的區域面積為390 km × 140 km（242 mi × 87 mi）。據信，這次破裂發生在1923年2月堪察加半島地震和1952年北庫里爾斯克地震事件之間的地震空区內。美國地質調查局發布的有限斷層模型顯示，約540 km × 210 km（340 mi × 130 mi）的俯衝帶區域發生了滑動。大部分破裂沿著俯衝帶從震央向西南延伸480 km（300 mi）至温祢古丹岛北端，其餘60 km（37 mi）向東北延伸至希彭斯基角（Shipunskii Cape）。此次破裂的性質與1952年的事件類似。根據記錄，斷裂傳播深度達75公里，但大部分滑移發生在靠近海溝及震央西南方的洛帕特卡角對開的橢圓形区域，滑移為5—12米（16—39英尺），峰值為12.31米（40.39英尺）。據GEOSCOPE观测站估計，地震造成俯衝帶斷裂的時間超過180秒。美國地質調查局估計地震持續時間約為230秒。
在日本， 北海道的日本氣象廳震度等級震級为2级。

## 海嘯

### 預警

#### 亞洲
太平洋海嘯預警中心 (PTWC) 警告稱，俄羅斯和日本沿海地區可能出現「危險的海嘯」。俄羅斯當局也發布了堪察加半島和千島群島的海嘯預警，但已於7月30日晚間取消。
這是日本自2024年花蓮地震以來首次發布海嘯警報，日本氣象廳向北海道沿岸至本州和歌山縣地區發布了海嘯警報。四國至沖繩群島等地也發布了海啸注意警报；133個市町村的90萬居民也被建議疏散。
印度尼西亞氣象、氣候及地球物理局向巴布亞、北馬魯古、北蘇拉威西和哥倫打洛部分地區發出警告。印尼當局預計上述地區的沿海地區將出現小於50 cm（20英寸）的小型海嘯，建議居民遠離海灘和低窪海岸。
中华人民共和国自然资源部海啸预警中心针对台灣东海岸、浙江省和上海市發布海啸黄色警报。。

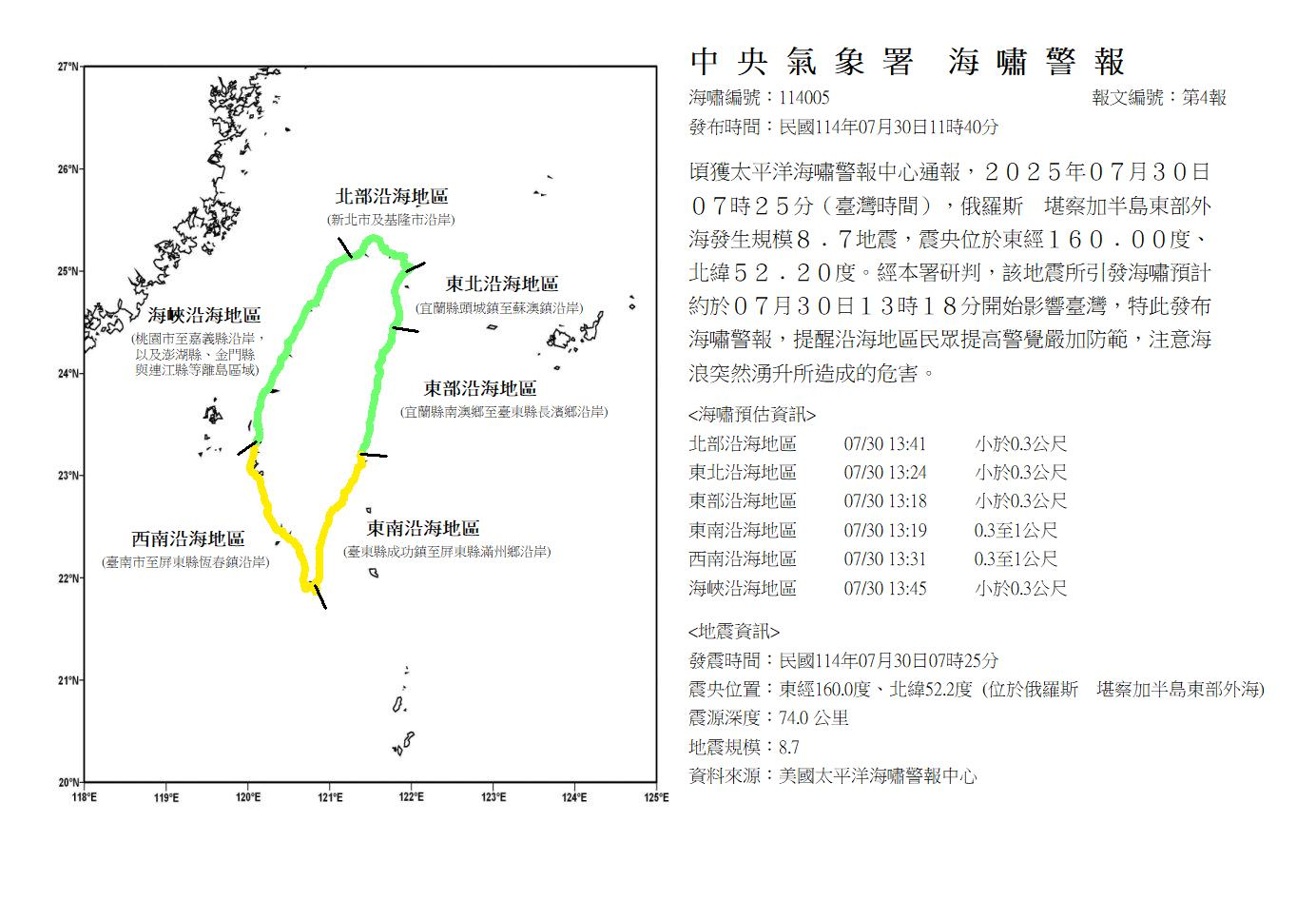
交通部中央氣象署發布海嘯警報

中華民國交通部中央氣象署發布了“海嘯警报”，稱高達1米（3英尺）的海浪可能襲擊台灣島東南和西南部沿海地區。此次海嘯標誌著中央緊急行動中心首次啟動此類事件的應對，23架救援飛機和14艘海軍艦艇處於待命狀態。
菲律賓火山地震研究所向菲律賓太平洋沿岸發布了海嘯預警，預計海浪高度高達1米（3英尺）。該預警覆蓋了從巴丹群島到西達沃省的22個省份。由於地震機構沒有記錄到明顯的海平面擾動和破壞性的海嘯，預警最終被取消。
太平洋海嘯預警中心 (PTWC)還警告稱，高度小於30 cm（12英寸）的海浪將襲擊韓國。

#### 美洲

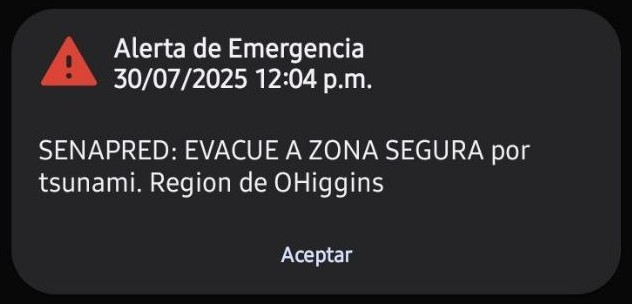
智利卡德納爾卡羅省發布海嘯警報

太平洋海嘯預警中心 (PTWC)、不列顛哥倫比亞省緊急資訊中心 (Emergency Info BC) 和其他機構向不列顛哥倫比亞省和太平洋海岸線發布了警告，稱可能出現強勁的海流和湧浪，浪高可能低於30 cm（12英寸）。  阿拉斯加和夏威夷部分地區發布了海嘯警報。
整個美國西海岸（加州、俄勒岡州和華盛頓州）以及阿拉斯加阿留申群島的部分地區都處於警戒狀態，夏威夷沿海地區也下令立即疏散。
墨西哥海軍警告稱，從下加利福尼亞州到恰帕斯州的太平洋沿岸港口將出現強流。墨西哥政府也敦促居民遠離海灘。
智利、哥倫比亞、哥斯大黎加、秘魯和厄瓜多爾的加拉巴哥群島也發布了警報。

#### 大洋洲和太平洋島嶼

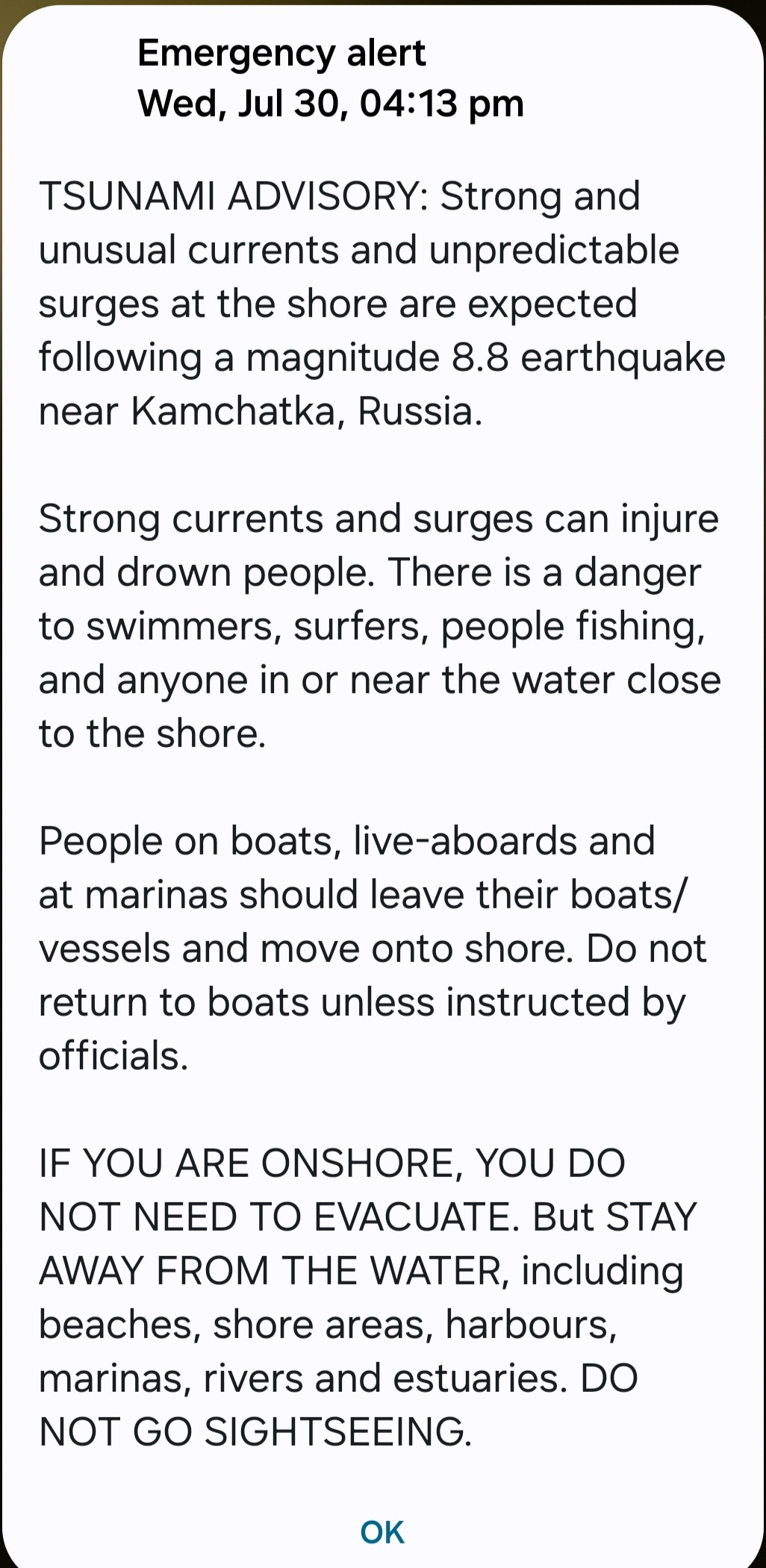
新西蘭發布緊急手機警報

太平洋海嘯預警中心 (PTWC) 警告稱，夏威夷和所羅門群島可能出現1—3米（3.3—9.8英尺）高的海嘯。該中心還警告稱，高達 30 公分（0.98 英尺）的海嘯巨浪可能襲擊美屬薩摩亞、楚克、吉里巴斯、諾魯、新喀裡多尼亞、紐埃、巴布亞紐幾內亞、皮特凱恩群島、托克勞、圖瓦盧、瓦努阿圖以及瓦利斯和富圖納。

## 震後影響

### 俄羅斯
在震中附近的堪察加彼得罗巴甫洛夫斯克海岸监测到3至4米海啸，並发生停电，至少4人受伤。在北库里尔斯克，最强的海啸浪潮目测高达5米。这是萨哈林州紧急服务部门报告的。据俄新社报道，由于该市没有自动岗亭，因此高度是通过目视测量的。
塔斯社报道，此次海啸没有在萨哈林州造成人员伤亡或严重损失。海啸并未绕过萨哈林岛——斯塔罗杜布斯基地区记录到28厘米高的海浪，波罗奈斯基地区的海浪则高达38厘米。目前局势正处于州和地区政府的持续掌控之中。
主震后1小时内连续发生6.9级、6.0级余震，截至7月30日15时已检测到50余次余震。
8月2日，毗鄰基赫皮內奇火山的克拉舍寧尼科夫火山沉睡562年後再度噴發。4日，克柳切夫火山二度噴發，據俄羅斯科學院遠東分院火山和地震研究所所長阿列克謝·奧澤羅夫指出，此次堪察加半島地震引發堪察加火山群7座火山活動，並形容這種情形為一次「極為罕見的現象，可描述為火山成群結隊噴發」，俄羅斯科學院統一地球物理局通報，堪察加半島南部往東南方移動近2公尺。
根据地震后拍摄的卫星图像，俄罗斯太平洋舰队位于勘察加半岛的里巴奇（Rybachiy）潜艇基地的一个浮动码头严重受损。

### 日本
氣象廳預估，在日本当地时间上午10時起，將有1公尺高的海嘯侵襲北海道、青森縣、岩手縣、福島縣、靜岡縣等沿海地區。日本氣象廳隨後又將北海道至和歌山縣沿海的海嘯預估高度提高至3公尺，並提醒民眾立即避難。日本时间下午1時52分，岩手县久慈市的久慈港记录到了高达1.3米的海啸。
交通方面，仙台机场的跑道受海啸影响临时关闭，JR东日本、JR东海、JR北海道下属的铁道线路也部分停运。
東京電力公司發布消息稱，受海嘯相關影響，已於9時5分左右暫停福島第一核電廠处理水排海。 8時51分，東京電力公司對福島第一核電廠員工發出避難指示，並表示將關注海嘯訊息，監測海嘯是否會對核電廠產生影響。
在三重县熊野市，一名58岁的女性在避难的过程中，因为驾驶不慎而坠落悬崖身亡。

### 臺灣
氣象署發布海嘯資訊，揭示了俄羅斯堪察加半島東部外海發生規模8.7地震，震央位於東經160.00度、北緯52.20度。經該署研判，該地震所引發海嘯預計約於「07月30日13時18分」開始影響臺灣，特此發布海嘯警報，提醒沿海地區民眾提高警覺嚴加防範，注意海浪突然湧升所造成的危害。
當地時間11時49分57秒，氣象署亦透過災防告警細胞廣播訊息系統陸續向臺灣各地區民眾發布海嘯警報相關的告警訊息，提醒民眾海嘯預計於何時影響何處的沿海地區，並應迅速疏散至避難場所或較高處。
氣象署表示，宜蘭蘇澳觀測到9公分高海嘯，高雄則測得1~2公分左右，整體而言都沒有超過10公分，對台灣目前影響不大。
此次海嘯最終高度為：蘭嶼0.12公尺、臺東成功、小琉球、屏東東港0.07公尺。

### 美國
國家氣象局針對關島、美屬薩摩亞、夏威夷、荷蘭港等地區，發布了相關的海嘯警告。夏威夷出現1.5公尺的海浪。

### 中國大陸
本次地震預計會對中國大陸部分地區沿岸造成災害影響。當地時間上午10时19分，自然資源部海嘯預警中心对上海、浙江舟山發布海嘯黃色警報。当天下午14时15分，自然資源部海嘯預警中心解除针对上海和浙江沿海的海啸警报，台湾东海岸的海啸黄色警报仍继续维持。至傍晚18时42分，海啸警报全部解除，未对中国大陸造成灾害，而同日的台风竹节草影响到了江浙沪地区。

### 香港
香港天文台在當地時間13時30分就此次地震發佈首個海嘯報告，指俄羅斯堪察加附近發生8.8級的猛烈地震已產生海嘯。若海嘯持續，將會於7月30日下午5時左右到達香港，並會每5至60分鐘再次出現，預計只會比正常潮水高度高出約0.1米或以下，對香港的影響很小。
香港天文台在當地時間同日20時0分就此次地震發佈最後一個海嘯報告，指首一兩個抵達香港的海嘯波的波幅很小，並未能觀察得到。隨後天文台在同日下午約6時40分左右於石壁潮汐站觀察到約7厘米的水位異常，估計是由隨後抵達的海嘯波所引起的。

### 印尼
本次地震造成已於6月17日17時35分開始劇烈噴發的勒沃托比火山再度連續2天噴發，男峰於8月1日晚間與隔日凌晨火山將夾雜火山物質與火山灰的煙柱噴到1萬8000公尺高空，火山碎屑籠罩當地村莊的天際，熾熱熔岩與閃電照亮夜空，目前未傳出人員傷亡。

### 新西蘭
海嘯帶來的海浪抵達新西蘭部分海域，新西兰方面发布海啸警报。

## 本土反應

### 萨哈林州
据萨哈林州政府报道，萨哈林州政府正在调动物资储备，以消除帕拉穆希尔岛（千岛群岛）北库里尔斯克市地震造成的后果。
萨哈林州州长瓦列里·利马连科下令采取一切必要措施确保居民安全。
萨哈林州民防、应急防护和消防安全局局长安娜·米赫耶娃表示：“已记录到管道破裂、炉管损坏以及部分供电中断的情况。已成立小组检查房屋和建筑物的受损情况。应州长要求，正在调动地区物资储备。一旦确定修复住宅楼、社会和公共设施所需的物资和设备数量，我们将立即将其运往北库里尔斯克。” 地区政府在一份声明中引用了萨哈林州民防、应急防护和消防安全局局长安娜·米赫耶娃的话。
据俄罗斯紧急情况部萨哈林州总局消息，地震发生在當地時間10:30（莫斯科时间02:30），震中位于北库里尔斯克东北360.9公里处的太平洋海域。地震震级为7.9级，震源深度9公里。北库里尔斯克地区震感最强，烈度达8度。北库里尔斯克市市长亚历山大·奥夫西扬尼科夫告诉塔斯社，整个千岛群岛都面临海啸威胁。海啸第一波浪潮席卷北库里尔斯克，但居民和社会设施并未受损。“海啸冲击波没有对居民和社会设施造成损害。它们没有受损。海洋基础设施受到影响，港口地区和渔业企业受到局部破坏。目前无法评估。”奥夫西扬尼科夫说。
据俄罗斯紧急情况部称，北库里尔斯克港和阿莱德渔业公司已被洪水淹没。该市居民聚集在一座小山上，他们将留在那里，直到海啸反复袭击的威胁完全消除。海水已经从岸边退去。
萨哈林州州长瓦列里·利马连科迅速召开了紧急状态委员会会议。根据州长的指示，发生地震和海啸的北库里尔地区已宣布进入紧急状态。北库里尔地区有2400名居民。居民已被疏散；目前没有重大损失或人员伤亡。"州政府新闻处报道。
据称，巴拉穆希尔岛和占守岛仍面临海啸威胁。该地区的电力供应已被切断，以消除短路和火灾的威胁。柴油站运行正常。
报道称：“位于东海岸的俄罗斯地理学会的一个小型帐篷营地被冲走。人们及时收到警告，无人受伤。30人被转移到安全地点。一个值班小组已被派去接他们。” 紧急服务部门向塔斯社澄清，该营地位于占守岛的库尔巴托夫角。
新闻社援引利马连科的话称：“目前的首要任务是确保人员安全。他们都在安全的地方——一座巨浪无法冲到的山上。各地区部委的专家已派往灾区评估损失。所有必要的物资、设备和机械都将运抵灾区。所有应急服务部门都在加紧工作。”
30日稍晚时候，专家恢复了北库里尔斯克地区的电力系统，该地区此前遭受了堪察加半岛地震引发的一系列海啸的袭击。萨哈林州州长瓦列里·利马连科在俄罗斯24电视台公布了此事。
他补充说，当局已准备好响应公民的要求，并已提供协助进行维修和恢复秩序。州长表示：“电力系统已经恢复供电，大部分运行正常。可能存在局部细微差别，但目前尚无相关信息。供水系统也已恢复正常。也就是说，所有公共设施网络都已恢复供电，一切正常。”
北库里尔斯克市政府新闻处报道，一项针对该市建筑物和基础设施的记录调查以及地震和海啸造成的损失评估将于31日开始。新闻社援引北库里尔斯克市市长亚历山大·奥夫西扬尼科夫的话称：“管理人员正在检查居民楼和基础设施，对受损程度进行初步评估。我们将特别关注炉灶供暖和能源供应。明天将开始进行记录调查，之后将开展评估和修复工作。”

### 堪察加边疆区
堪察加边疆区数字发展部部长尼古拉·基谢廖夫表示：“地震后，堪察加边疆区的所有通信节点均已恢复，没有发生任何中断。”他还表示：“根据堪察加边疆区所有运营商提供的信息，目前网络未出现任何中断记录。所有通信运营商的运营服务均已进入高度戒备状态。部分通信中断，例如家庭通信节点的通信中断，以及我们城市部分区域的蜂窝通信中断，仅仅是由于电力中断造成的。目前，所有通信节点均已恢复，并处于持续监控之中。”
他补充说，区域主干通信信道也没有受到损坏。